# Craugastor chac
Craugastor chac es una especie de anfibio anuro de la familia Craugastoridae.
Se distribuye en la zona costera del Caribe desde el sur de Belice, este de Guatemala y hasta el noroeste de Honduras.
Su hábitat natural se conforma de bosque tropical y subtropical húmedo premontano. 